# Brand in de Iglesia de la Compañía 1863

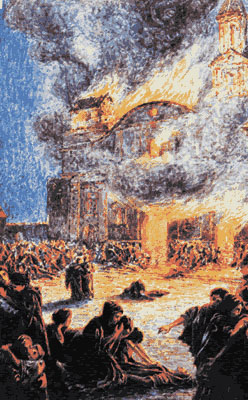
De brand

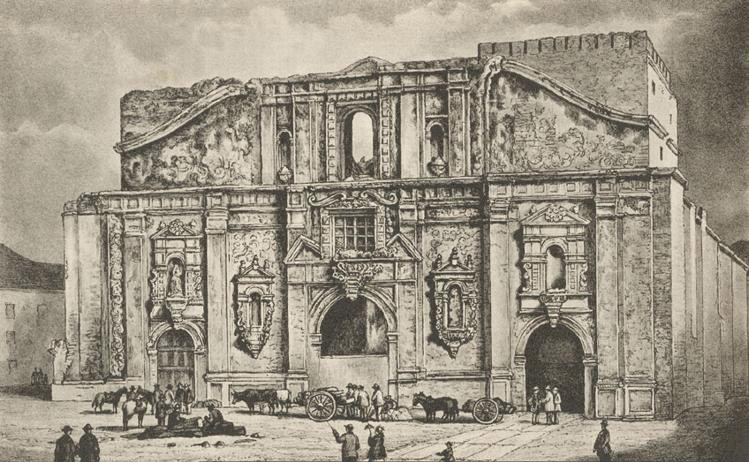
Ruïne van de kerk na de brand

De Grote brand in de Iglesia de la Compañía vond plaats in Santiago, Chili op 8 december 1863. Hierbij kwamen meer dan 2.000 mensen om het leven, waarmee het een van de dodelijkste branden is uit de moderne geschiedenis. Tijdens de viering van de Onbevlekte Ontvangenis van Maria, ontstaken de kaarsen op het altaar de tapijten die aan de muur hingen, waarna grote paniek uitbrak. De zijdeuren waren afgesloten en bij de hoofduitgang raakten de dames in hun crinolines verward in een kluwen van ijzerdraad en brandend textiel.